# جسر وادي الرخام
جسر وادي الرخام وهو يقع في ولاية البويرة وبالتحديد في بلدية عين الترك  شمال الجزائر ويندرج تحت مشروع الطريق الوطني السيار شرق غرب الذي يمتد من شرق إلى غرب الجزائر. ويعتبر أكبر جسر على مستوى قارة أفريقيا، دشن بتاريخ 27 يوليو 2008 من قبل الرئيس عبد العزيز بوتفليقة.

## مواصفات
- الارتفاع: 140 متر.
- الطول: 744 متر.
- عمق أعمدة الجسر تحت سطح الأرض: 60 متر.

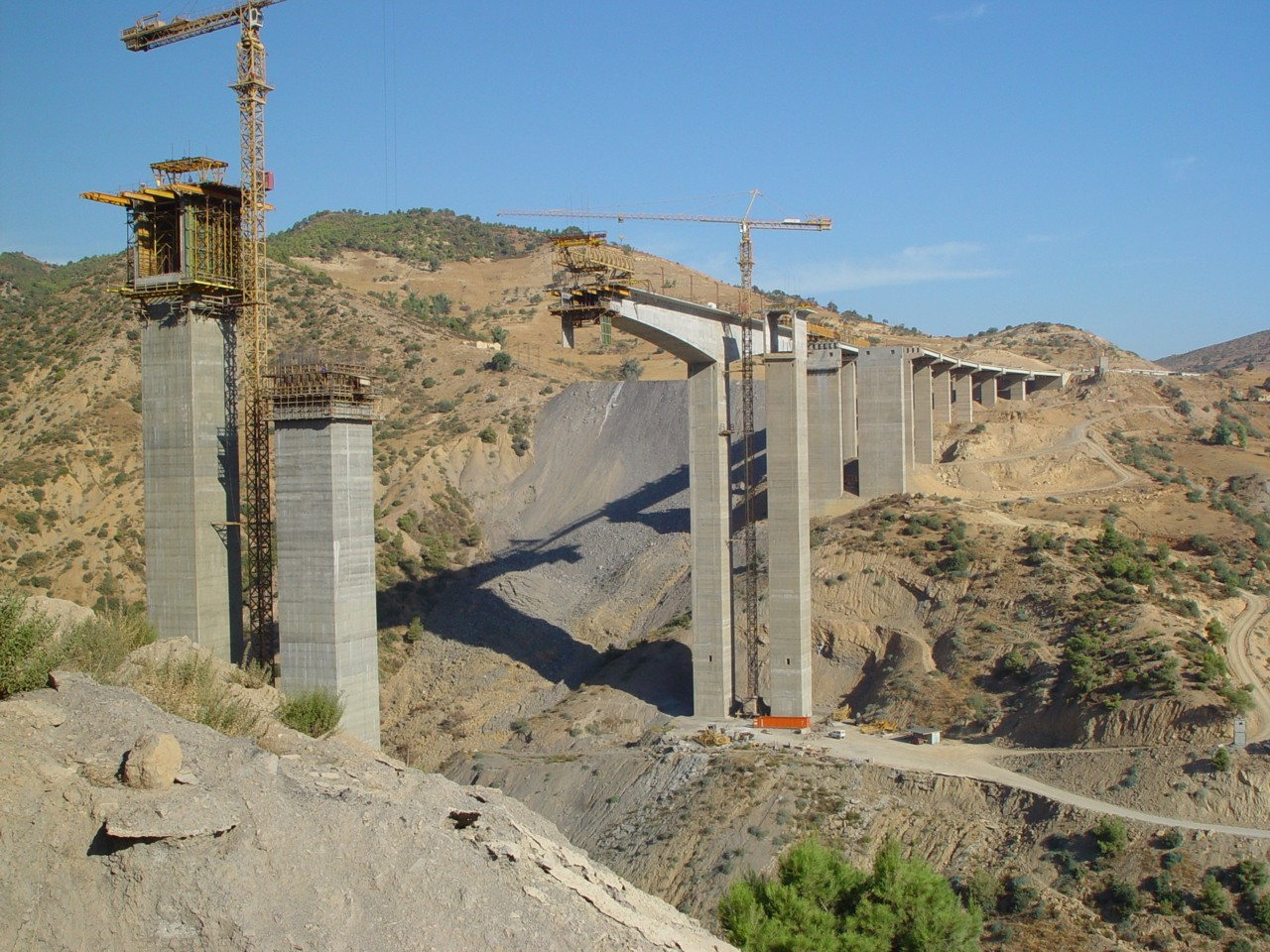
أعمدة هيكل الجسر أثناء البناء

- تكلفة الإنجاز: 1.500.000.000 د.ج.
- الجسر مقاوم للزلازل.
- حواجز جانبية مضادة للصدمات.